# Römer Protokolle

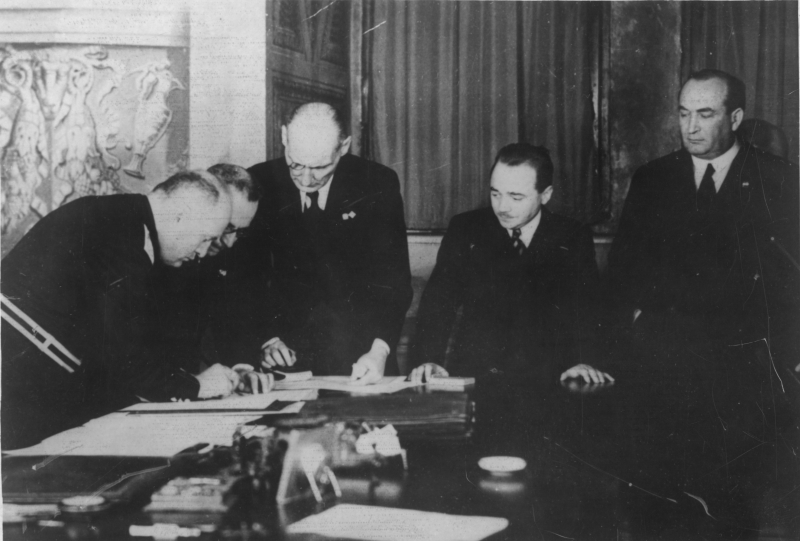
Dreierkonferenz in Rom

Die Römer Protokolle vom 17. März 1934, auch Rompakt oder Römische Protokolle genannt, waren ein in Rom geschlossener Konsultativpakt zwischen Italien unter Mussolini, Österreich unter Dollfuß und Ungarn unter Gömbös. Am 14. Mai wurde der Pakt um Wirtschaftsvereinbarungen ergänzt.
Österreich und Ungarn sollten durch den Pakt in ihrer Unabhängigkeit gestärkt werden, während Italien seinen Einfluss im Donauraum sichern wollte. In der Tendenz waren diese Abmachungen gegen Deutschland und auch gegen Versuche Frankreichs gerichtet, seinen Einfluss auf dem Balkan zu vergrößern. Der Pakt erlangte jedoch keine besondere politische Bedeutung. 
Die Abmachungen wurden 1936 mit der Wiener Dreierkonferenz der Römer Protokollstaaten erneuert, aber am 12. März 1938 durch den Anschluss Österreichs an das Deutsche Reich gegenstandslos.